# Tsuyama
Tsuyama (津山市, Tsuyama-shi) est une ville située dans la préfecture d'Okayama, au Japon.

## Géographie

### Situation
Tsuyama est située dans le nord de la préfecture d'Okayama, au pieds des monts Chūgoku, au Japon.

### Démographie
Au 1er décembre 2018, la population de Tsuyama était de 101 479 habitants répartis sur une superficie de 506,33 km2.

### Hydrographie
Tsuyama est traversée par le fleuve Yoshii.

## Histoire
Tsuyama s'est développée au cœur de la province de Mimasaka à partir du VIIIe siècle. À l'époque d'Edo, elle est au centre du domaine de Tsuyama. La ville moderne a été officiellement fondée le 11 février 1929.
En mai 1938, trente personnes sont massacrées dans le petit village de Kaio.
En 2005, les bourgs de Kamo, Shōboku et Kume ainsi que le village d'Aba sont intégrés à Tsuyama.

## Culture locale et patrimoine

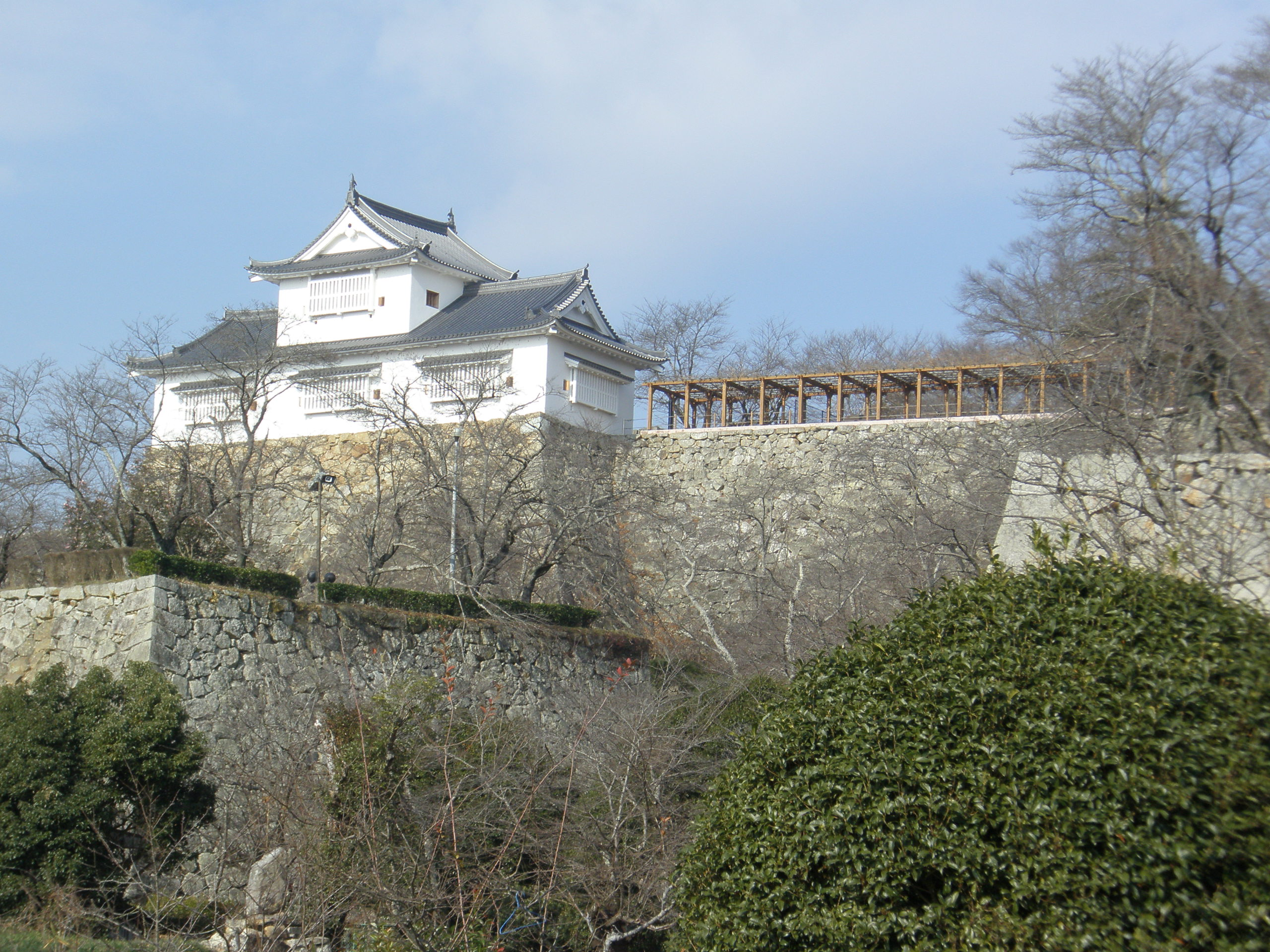
Château de Tsuyama.

- Château de Tsuyama
- Shūraku-en

## Transports
Tsuyama est desservie par les trains des lignes Kishin, Inbi et Tsuyama de la JR West. La gare de Tsuyama est la principale gare de la ville.

## Personnalités liées à la municipalité
- Hiranuma Kiichirō (1867-1952), premier ministre
- Rinsaku Akamatsu (1878-1953), peintre
- Kunji Kusaka (né en 1936), artiste graveur japonais
- Koshi Inaba (né en 1964), chanteur
- Joe Odagiri (né en 1976), acteur

## Jumelages
- Santa Fe (États-Unis)[3]